# Europa - en profetia

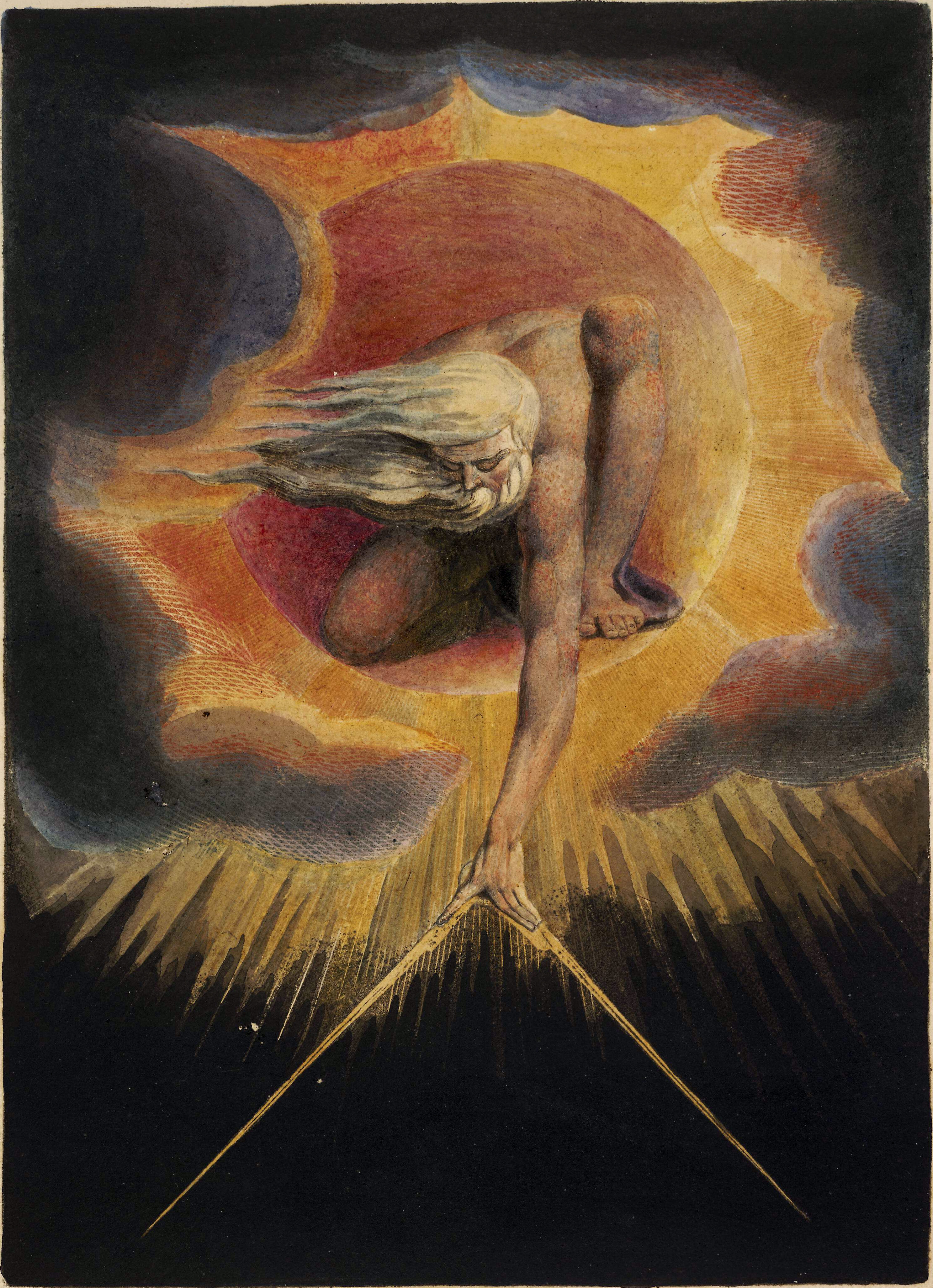
Ancient Of Days, frontespis i Blakes första utgåva av Europe a prophecy. Ancient of days anspelar på Daniel 7:9; "Medan jag ännu såg på detta, blev troner framsatta, och en som var gammal satte sig ned. Hans klädnad var snövit och håret på hans huvud var som ren ull. Hans tron var av eldslågor, och hjulen på den av flammande eld."

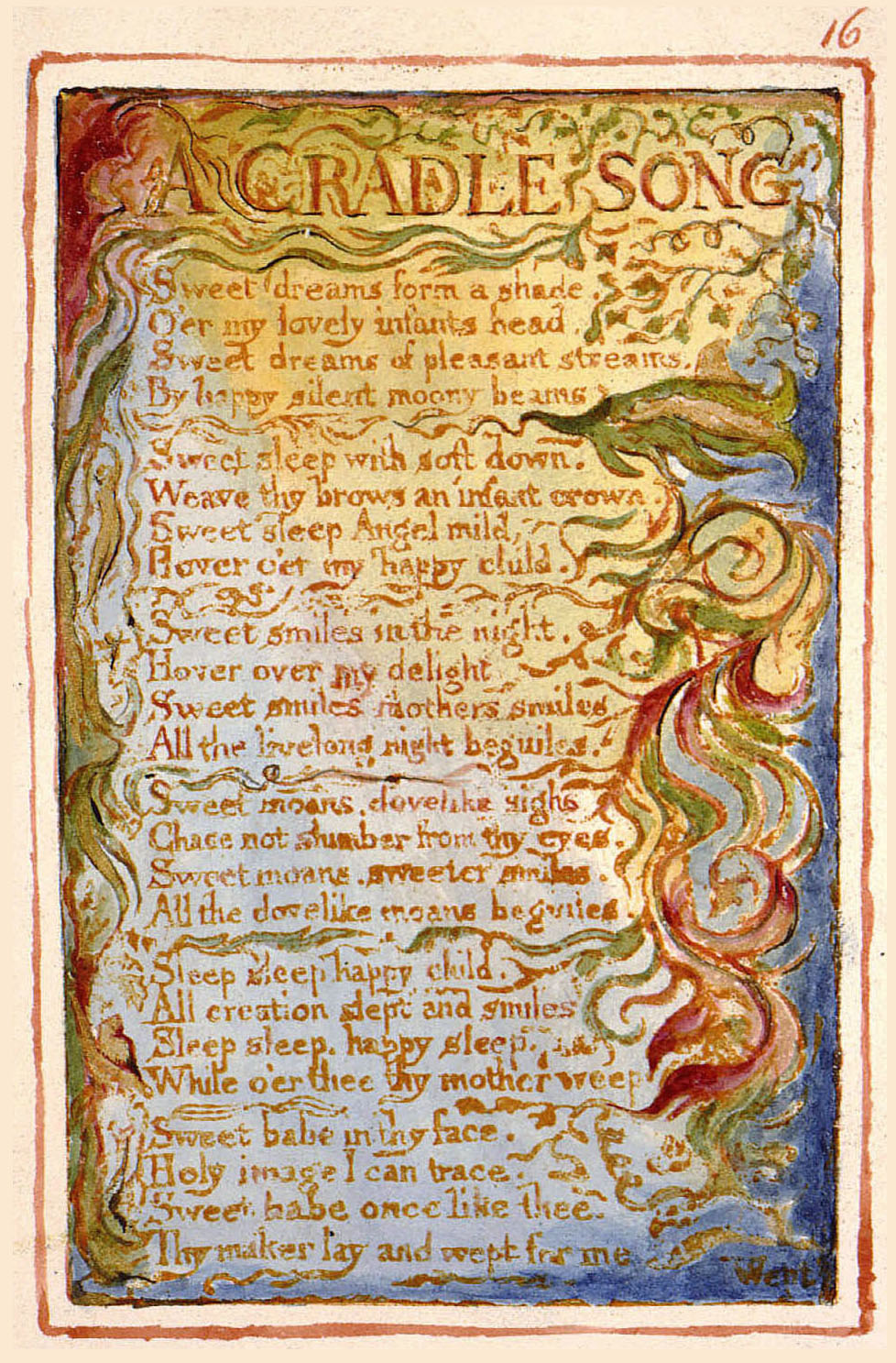
A Cradle Song, en vaggvisa. En dikt av Blake ur hans samling Songs of Innocence and of Experience som visar hur grafikern Blake vävde samman bild och text när han tryckte sina verk.

Europa - en profetia (Europe a prophecy) är en illustrerad samling dikter av den engelske illustratören, poeten och konstnären William Blake (1757-1827), utgiven första gången 1794. Blake själv betraktade den som en profetisk bok.
Europa - en profetia var ursprungligen graverad på 18 plåtar och bara nio kända exemplar av originalutgåvan har bevarats. Boken var den andra av Blakes tre "kontinentalprofetior" och föregicks av America a Prophecy (Amerika, en profetia) 1793.

## Innehåll

### Förord och Preludium
Boken börjar med ett förord där Blake beskriver hur han fångar "en lite fe som satt på ett brokigt blomblad" och tar med henne hem varpå hon dikterar boken som följer för honom. Efter frontespisen (se bilden) inleds berättelsen sedan med ett preludium där "den namnlösa skuggkvinnan" (en symbol för naturen) klagar till Enitharmon, den högsta gudinnan i Blakes mytologi, över att mänskligheten fördärvat världen och ber henne om att låta revolutionen, det vill säga den franska, ha sin gång. Klagosången illustreras av två etsningar: en med en vandringsman och en mördare som lurpassar på honom, där mördaren har tolkats som en symbol för de engelska politiker som 1792 förespråkade krig med Frankrike, och en med tre nakna, skalliga män som brottas: politiker som tappat sina ämbeten (peruker) och slåss om makt.

### Profetian
Därefter följer själva profetian som börjar med ett långt stridstal som Enitharmon och Los (Enitharmons manlige motsvarighet och symbolen för Blake själv) håller för sina barn, väsena Orc (revolutionen) och Rintrah (kriget). Sedan beskrivs världens utveckling under Enitharmons 1800 år långa sömn från Jesu födelse fram till år 1800. Utvecklingen beskrivs i Blakes mytologiska, allegoriska terminologi och är bitvis svårgenomtränglig för en modern läsare då den förutsätter förkunskaper om det politiska läget i England på Blakes tid med spänningar mellan England och det revolutionära Frankrike. Berättelsen fortsätter fram till Blakes samtid och tillbaka till Enitharmons tal, där man anar att en slutstrid mellan de makter som skildrats i boken är förestående. På ena sidan i striden står materialismen, kapitalismen, och upplysningen förkroppsligade av Newton och det onda väsenet Urizen och på andra sidan Blake, revolutionen, kristendomen och det engelska folket, förkroppsligade i figurerna Los, Enitharmon, Orc och Albion. Bilden av denna slutstrid vävs ihop med den kristna bilden av domedagen.

### Illustrationer
Texten tryckte Blakes tillsammans med sina handkolorerade etsningar, på samma blad och omgiven av bildelementen. Etsningarna utgör allegoriska illustrationer till texten. De visar krigets lidande med hungersnöd, sjukdom och förödelse och mänsklighetens förfall i de yttersta dagarna illustreras med höstlöv, spindlar, maskar och larver. Den onde Urizen skildras med präst eller påvedräkt. Goda kvinnliga väsen som Enitharmon skildras som änglar.

## Omdömen
Northrop Frye (1912-1991; kanadensisk litteraturvetare och Blake-expert)  ansåg Europa - en profetia  vara Blakes bästa bok på den personliga variant av fri vers Blake skrev. Enligt John Beer (född 1926; brittisk litteraturvetare och specialist på romantikens poeter)  var Blakes avsikt med boken att visa på hur upplysningen inte lämnade någon plats för det visionära.

## Svenska översättningar
- Blake, Wiliam Europa – en profetia. Översättning Peter Glas 1994. Lund: Bakhåll.ISBN 91-7742-125-6